# Carlos Valiente
Carlos Valiente (n. Luque, Paraguay, 19 de agosto de 1992) es un exfutbolista paraguayo. Su último club fue el Sportivo Luqueño de la Primera División de Paraguay. Ha jugado en clubes como el Sportivo Luqueño, equipo donde se formó futbolísticamente, Cerro Porteño, General Diaz, Tigres de Monterrey , y en el Deportivo Capiata. Además, estuvo en la Selección Paraguaya Sub-17 compitiendo en el Sudamericano Sub-17 en la ciudad de Iquique - Chile.

## Historia
Sus primeros pasos como futbolista, a los 8 años, los dio en la escuela de fútbol de Luqueño, destacándose siempre por su capacidad goleadora. Club en el cual realizó todas las categorías formativas desde la Sub-15 hasta la Reserva. Debido a su notable campaña goleadora fue convocado a la selección paraguaya, y seleccionado para disputar varios partidos internacionales oficiales, entre ellos el XIII Campeonato Sudamericano Sub-17 Chile 2009. Fue promovido con tan solo 17 años al plantel de Primera en el año 2009 por el técnico Mario Jacquet jugando más de 14 partidos oficiales en la división de honor.

## Clubes
| Club              | País     | Año         |
| ----------------- | -------- | ----------- |
| Sportivo Luqueño  | Paraguay | 2009 - 2011 |
| Cerro Porteño     | Paraguay | 2012        |
| General Diaz      | Paraguay | 2013        |
| Deportivo Capiata | Paraguay | 2013        |
| Sportivo Luqueño  | Paraguay | 2014        |